# Isahari
Isahari est une commune de l'union des Comores située dans l'ile de la Grande Comore, dans la Préfecture d'Itsandra-Hamanvou. La commune comprend les localités suivantes : Ntsoudjini, Hantsambou, Milembeni et Zivandani.